# Épinastie

Réponse hyponastique d'une plante immergée.

L’épinastie est le phénomène de courbure des feuilles d'une plante vers le bas dû à une croissance différentielle des cellules entre la face supérieure et la face inférieure des pétioles, en réponse à certains stress (ex : immersion, attaque virale, déficience nutritionnelle, apport d'éthylène). L'hyponastie, plus rare, est le phénomène inverse (ex : courbure des jeunes tiges en croissance).

C'est un type de nastie irréversible qui ne doit pas être confondue avec le flétrissement, car dans le cas de l'épinastie les tissus sont turgescents.

## Mécanismes en jeu
Les phytochromes (cryptochromes notamment) sont des capteurs très sensibles à certaines parties du spectre lumineux. Ils renseignent la plante sur l'ombre et la lumière autour d'elle, et jouent des rôles majeurs dans la signalisation, qui induit d'éventuelles modifications de l'architecture de la plante afin qu'elle profite de manière optimale de l'espace et de la lumière disponibles, tout en tenant compte des autres plantes en croissance à proximité.
Un autre mécanisme a notamment été étudié sur des plants de tomates en terrain salé ou inondé.
Les racines réagissant à l'anoxie du milieu, le manque de dioxygène stimule la production de SAM (SAM Synthétase) et entraîne une augmentation de la teneur en ACC car l'ACC Oxydase ne fonctionne pas : elle ne peut pas oxyder sans oxygène.

L'ACC excédentaire des racines finit par se retrouver dans les feuilles pour être transformé en éthylène, lequel provoque des flux inégaux d'auxine entre la face supérieure et la face inférieure des pétioles. 
C'est cette auxine qui est responsable des mouvements d'épinastie.
L'hyponastie est quant à elle induite par les gibberellines.